# استانیسلاو کانیزارو
استانیسلاو کانیزارو (انگلیسی: Stanislao Cannizzaro؛ زاده ۱۳ ژوئیه ۱۸۲۶ درگذشته ۱۰ مه ۱۹۱۰) یک دانشمند در زمینه شیمی اهل ایتالیا بود.